# Graineterie Roux de Carpentras
La graineterie Roux de Carpentras, fondée en 1907, au 34 rue Bel Air à Carpentras en Vaucluse, reste un exemple rare de l'industrie des semences, qui ne compte aujourd'hui[Quand ?] que cinq établissements de ce type en France, dont seulement deux autres sont répertoriés par l'inventaire général du patrimoine culturel (l'un à Carignan dans les Ardennes et l'autre, une grange monastique du XIVe siècle à Blois dans le Loir-et-Cher). Depuis l'arrêté du 9 septembre 2005, le bâtiment est inscrit au titre des Monuments historiques. La graineterie fonctionne pendant presque un siècle de 1919 jusqu'au début des années 2000.
La graineterie Roux est aussi connue sous les noms de Maison Albert Simon dite Le Moulin, Graineterie Aimé Roux dite Usine de Souville, Établissements Aimé Roux, Usine Bel Air et Fra Décorticage.

## Histoire

### Propriétaires successifs
En 1913, Albert Simon, négociant en graines à Sorgues, achète le moulin construit par Pierre Nicolas et achevé deux ans plus tôt rue Bel Air à Carpentras. Il y installe une activité de traitement de graines sous le nom de Maison Albert Simon dite le Moulin. En 1917, sa fille épouse Aimé Roux et reçoit le site en dot. La Graineterie Aimé Roux avec l'appellation officielle d'Usine de Souville est créée en 1919. Son activité principale est la décortication des graines, mais aussi le conditionnement et le négoce de graines, produites par le marché local, à destination du secteur de l'alimentation (riz, colza, tournesol, psyllium...). Située à proximité de la gare de Carpentras, dont l'activité de fret n'a jamais cessé, la distribution de ses produits est d'ampleur nationale.
Au début des années 1920, un premier agrandissement du moulin intervient, ainsi que l’aménagement d’un premier étage. En 1928, toute la partie est du bâtiment est surélevée et une nouvelle façade est réalisée. À cette époque des nouvelles machines sont acquises pour constituer de nouvelles lignes de production.
Durant la Seconde Guerre mondiale, la graineterie est réquisitionnée : la ligne de décortication est utilisée pour traiter le riz et aussi, comme le dit la tradition orale, les pois-cassés. En 1949, les établissements Aimé Roux sont créés. André Roux, fils du fondateur, devient gérant de l’usine en 1951 et fait aménager le laboratoire. Il obtient l'agrément pour la multiplication des semences.
Au milieu des années 1980, à la suite d’un dépôt de bilan, la graineterie devient l’usine Bel-Air et à la fin des années 1990, Maurice Fra, agriculteur et client, loue la graineterie et dénomme l’activité Fra Décorticage.
Désormais l’usine s’occupe aussi du traitement de différents types de grains (céréales, oléagineux, protéagineux) fournis par les agriculteurs locaux et destinés à l’alimentation, dans le cadre de la législation des produits issus de l’agriculture biologique (réseau ECOCERT).

### Usine

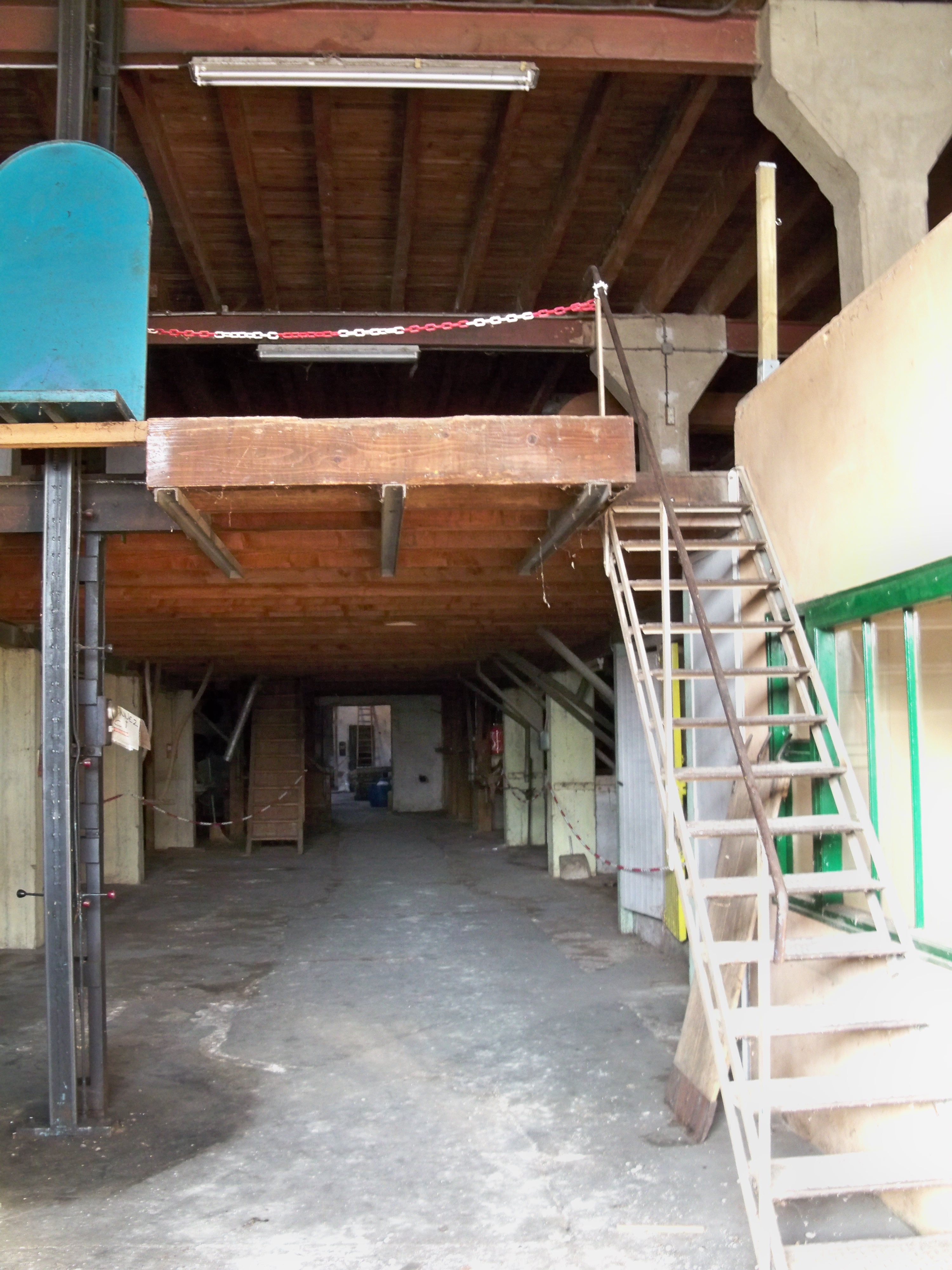
Escalier à charpente métallique pour monter à l'étage. À droite on aperçoit le bureau

L'usine, construite derrière la gare, occupe toute la surface d'une parcelle étroite et profonde, implantée perpendiculairement à l'avenue, l'entrée étant face aux voies ferrées. Elle est construite en moellons de calcaire et en briques creuses entièrement enduits. La façade principale s'ouvre à l'est par un grand portail rectangulaire fermé par une porte coulissante. À l'étage de comble, une grande baie centrale en arc plein-cintre est flanquée de deux fenêtres plus petites, mais de même forme.

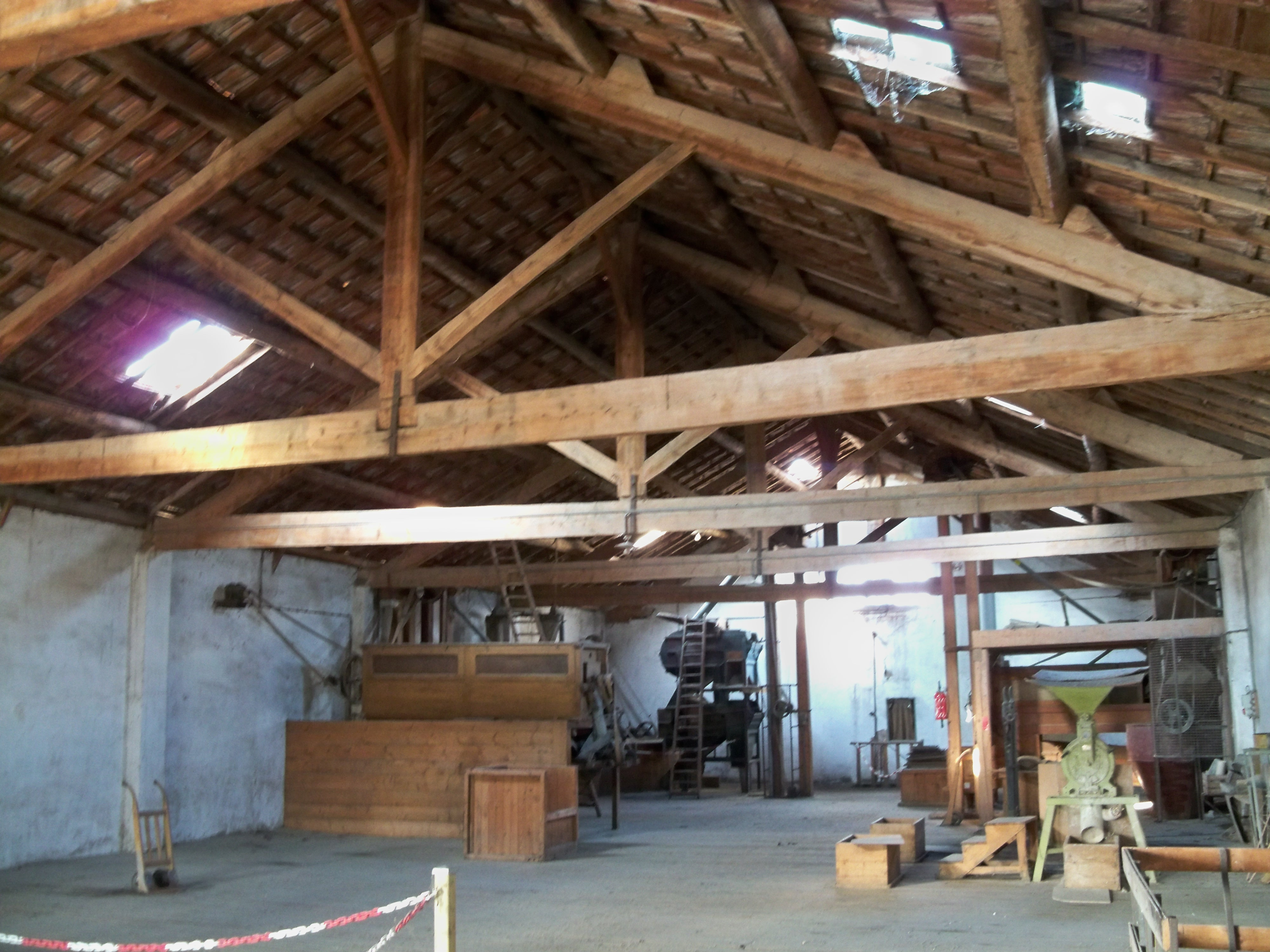
L'étage de comble de la graineterie

L'usine se compose de deux parties, séparées par un mur de refend transversal. La partie est de l'usine occupe les trois quarts de la parcelle et est divisée en trois par dix piles quadrangulaires en béton armé à chapiteau évasé soutenant les poutres maîtresses du plancher de l'étage de comble. Le toit est à deux pans avec pignon couvert et une petite demi-croupe en façade. Le sol du rez-de-chaussée est en ciment alors que l'étage et l'étage de comble comportent un plancher. Les couvertures sont en tuiles plates mécaniques et les charpentes apparentes sont en bois. On accède au 1er étage par deux escaliers droits, l'un en charpente de bois, l'autre en charpente métallique. Deux escaliers droits en charpente de bois permettent d'accéder à l'étage de comble.
À droite de l'entrée se situent deux pièces fermées occupées par le bureau et un espace de vente des produits de l'usine. La partie ouest occupe le fond de la parcelle et ne comporte qu'un rez-de-chaussée couvert par un toit à deux pans. 
Les machines se répartissent sur les trois niveaux. L'atelier d'ensachage se trouve au 1er étage, et le laboratoire dans l'étage de comble. L'ensemble des machines, ainsi que le laboratoire, sont encore sur place, quelques-unes encore en état de marche. Bon nombre d'entre elles (38) sont protégées, au titre des monuments historiques.

## Matériels inscrits

### Germinateurs
Une partie du matériel de laboratoire, ainsi que des machines sont également inscrits. Ainsi sont inscrits quatre machines à contrôler la qualité no 1 germinateur dans lequel les graines sont disposées sur une surface humide dans les coupelles. La chaleur de la lampe provoque la germination, no 2 étuve dite germinateur, fabriquée par Brewer Frères à Paris. Cette étuve est une armoire thermique en bois à rayonnage en métal dont la température est régulée par deux thermomètres réglables. Cette étuve est utilisée pour tester la germination des graines, no 3 germinateur, en aluminium et en pierre fonctionne à l'électricité et fabriqué par la société de matériel horticole J.G. Tissot,, no 4 germinateur Jacobsen, composé d'un bac en zinc rempli d'eau chauffée électriquement et dont il ne reste que 10 cloches.

### Tri et mesure

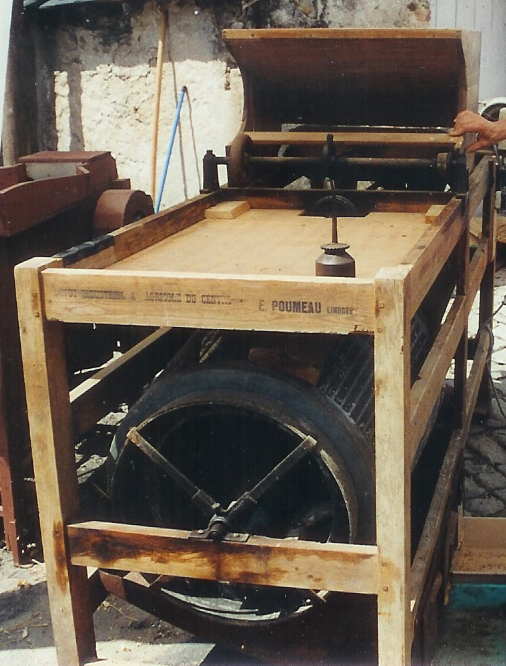
Trieur alvéolaire de céréales

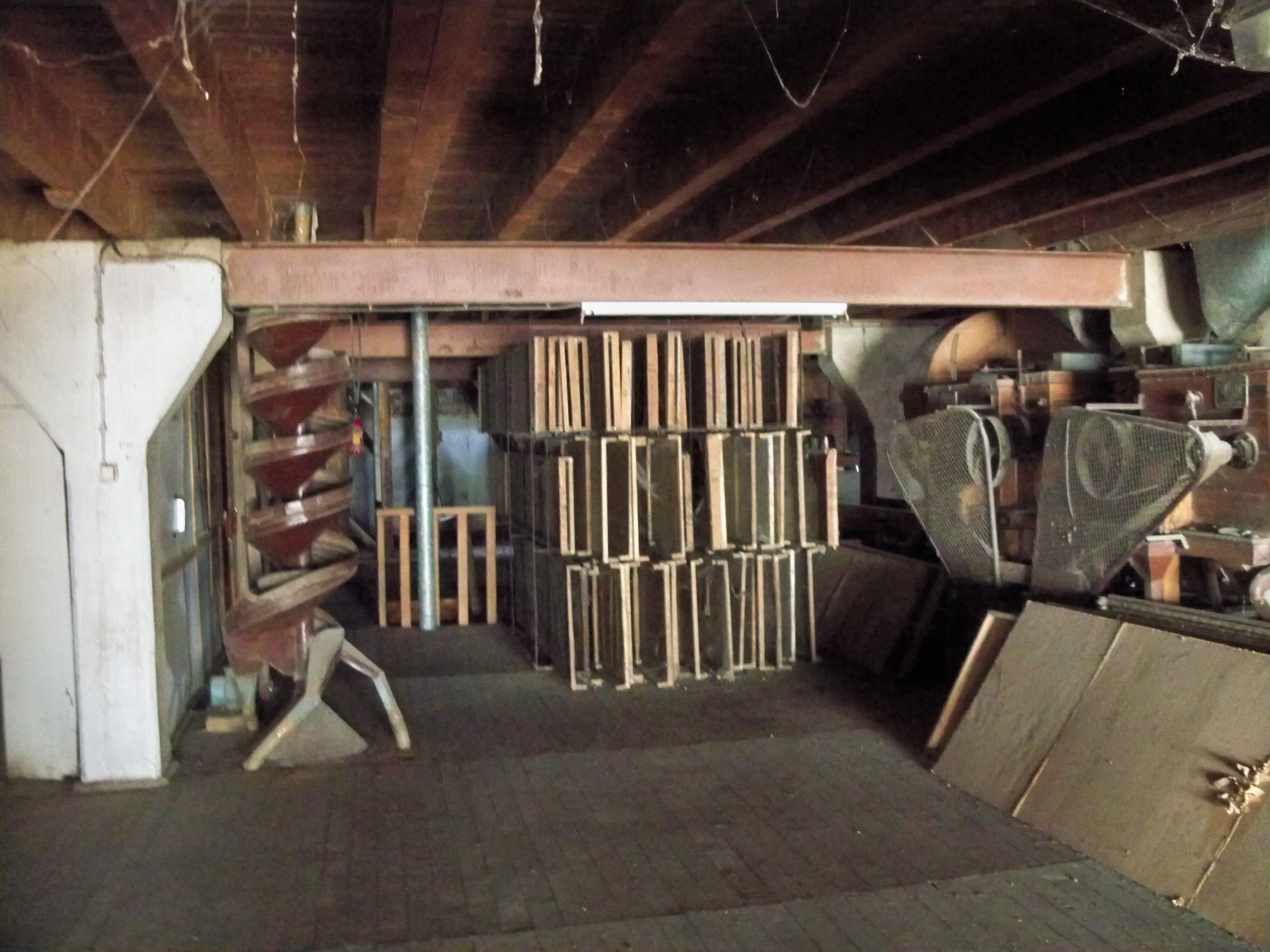
Machine à homogénéiser les graines

Une machine à séparer un mélange : trieur alvéolaire, le trieur alvéolaire de laboratoire a le même fonctionnement que les trieurs alvéolaires présents dans la graineterie, il est utilisé pour trier de petites graines comme le thym et la cuscute du thym, etc., les graines à trier sont introduites à l'intérieur ; les plus petites se logent dans les alvéoles, sont récupérées par des palettes mobiles en bois puis collectées dans une goulotte en métal et sont prêtes à être contrôlées.

Principe animé de la vis d'Archimède

Un hygromètre dit lampe infra-rouge : les graines sont déposées dans une coupelle sur un système de balance, reliée à une aiguille face à une graduation exprimée en pourcentage d'humidité et sont exposées à la lumière d'une lampe infra-rouge, qui par la chaleur émise, permet la lecture du pourcentage d'humidité, il est fabriqué par G. L. Jacoby à Stockholm. Des machines à mesurer des paramètres dimensionnels (80)[Quoi ?] : tamis, les dimensions des graines à trier sont évaluées en les passant sur des tamis à maillage en soie (18)[Quoi ?], montés sur cercle en aluminium ou en bois ou des tamis à maillage en métal (62)[Quoi ?] . Ces tamis datent de l'installation du laboratoire et datent des alentours de 1950 et fabriqués par Tripette et Renaud fils à Paris,. Une machine à homogénéiser : mélangeuse verticale à vis d'Archimède qui a pour but d'homogénéiser les divers échantillons de graines prélevés dans quelques sacs d'un même lot, les graines ainsi mélangées sont prêtes à être contrôlées. Cette mélangeuse est fabriquée par G. L. Jocaby à Stockholm,. 
Une machine à homogénéiser, machine à doser, machine à séparer physiquement : machine à trier électromagnétique équipée d'un mélangeur-préparateur dite la magnétique (ligne d'épuration de la luzerne). Cette ligne est donc composée de trois machines, la machine à homogénéiser dite mélangeur-préparateur dont les éléments constitutifs sont en métal, la machine à doser et la machine à trier électromagnétique équipée d'un mélangeur-préparateur dite la magnétique, composée de deux séparateurs en rotation qui sont à électro-aimants et dotés chacun d'une brosse. Ce sont des cylindres constitués d'éléments de nature différente (fonte de fer, acier, cuivre, laiton). La machine à trier électromagnétique a été fabriquée par la Société industrielle de matériel électromagnétique à Aubervilliers et a été acquise dans les années 1940. Ce n'est qu'en 1950 que le mélangeur-préparateur fut acheté à la même société
Un ensemble de deux machines dites tarares ou ventaïres : machines à ventiler, machines à séparer physiquement et machines à épurer mécaniquement. Les deux tarares sont superposés et sont en bois et métal. Le tarare du haut a été fabriqué par Brunet de la maison Guigue à Carpentras. Les deux tarares font partie des premières machines acquises par la graineterie. Au début, la ligne de nettoyage des graines était composée d'un seul tarare au premier étage. Vers 1930, les deux tarares ont été superposés et mis en place au 2e étage.

### Meubles et laboratoire

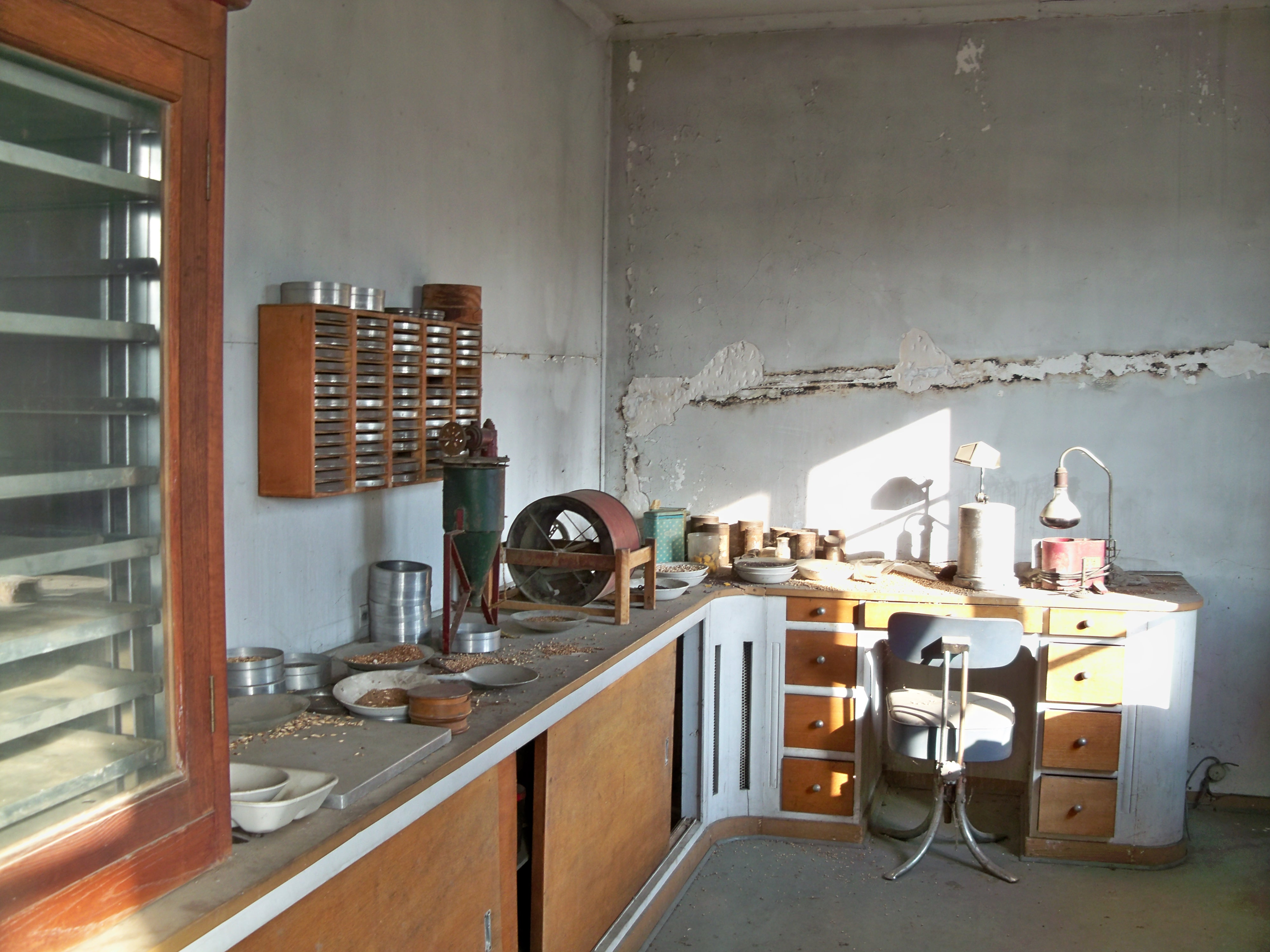
Laboratoire

Deux placards de rangement avec plan de travail. Meubles et matériels de laboratoire situés au second étage. Une machine à ventiler, machine à épurer mécaniquement : émotteur-aspirateur (acheté en 1944), qui intervient dans le nettoyage des graines décortiquées et est principalement constitué de bois. Le mobilier de l'usine. Quatre machines à contrôler la qualité (no 5, no 6, no 7 et no 8) : décortiqueuses de contrôle de poche, composées chacune de deux éléments circulaires en bois qui s'emboîtent comme une sorte de petite boîte. Ces petits matériels étaient utilisés sur les marchés et chez les fournisseurs pour évaluer rapidement la qualité d'un lot de graines

### Décorticage

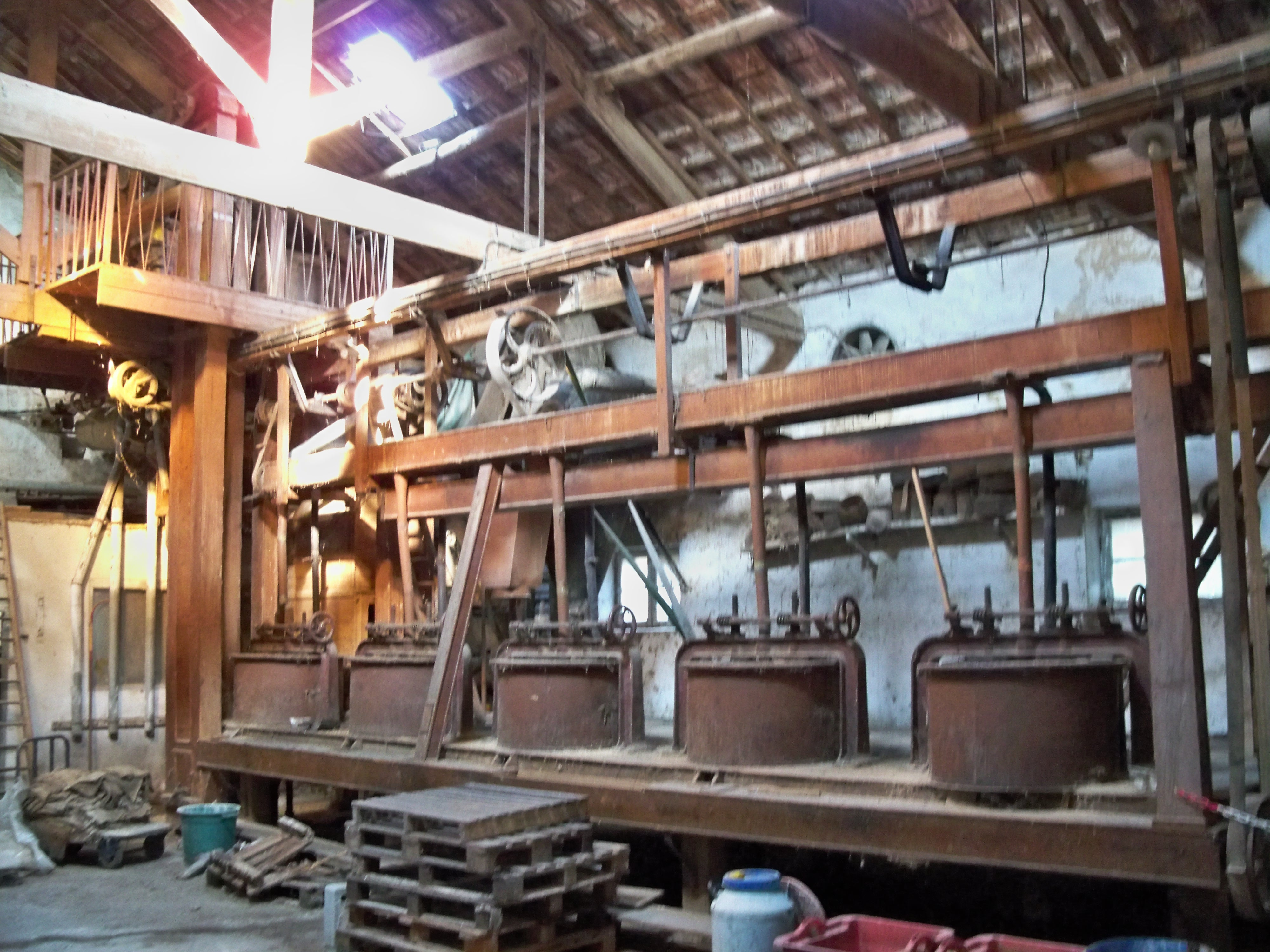
Au dernier étage, la ligne de décortication

Cinq machines à décortiquer dites meules (datant de 1920), qui sont circulaires avec un axe de rotation central qui les traverse chacune, elles sont constituées principalement d'une partie fixe abrasive en granit en dessous d'une partie tournante en caoutchouc avec une hélice en rotation sous le disque permet de racler et d'évacuer le produit vers une goulotte munie d'une vis d'Archimède, en direction des bluteries. Une ligne de décortication dite le moulin (également de 1920), qui a pour but d'ôter l'enveloppe qui entoure la graine, les graines non décortiquées sont séparées par un tamis et amenées vers deux meules de rattrapage. Les graines décortiquées sont conduites par un dernier élévateur à godets vers deux trieurs alvéolés successifs pour se débarrasser des dernières impuretés, puis vers l'ensachage. Cette ligne comprend quatre élévateurs à godets, trois conduites horizontales munies chacune d'une vis d'Archimède. Selon la tradition orale, la mise en place des premiers éléments de la ligne (structure en bois, meules) aurait été effectuée par des artisans italiens du fait de leur maîtrise des techniques de décortication. Une machine à doser, machine à polir, machine à homogénéiser : mélangeuse, elle est en métal peint avec une vis d'Archimède verticale est placée en son centre et un bras de batteur fixe est positionné à l'intérieur. Une petite quantité d'eau et du talc sont ajoutés aux graines. Il est rapporté que le fabricant de cette machine serait un artisan de Carpentras, qui aurait utilisé un axe de transmission d'automobile pour actionner la vis d'Archimède. Le mélange s'homogénéise pendant une demi-heure et la pâte obtenue est appelée « cuite ». Cette opération provoque le polissage des graines de psyllium puis est suivie d'une étape de nettoyage des graines. 

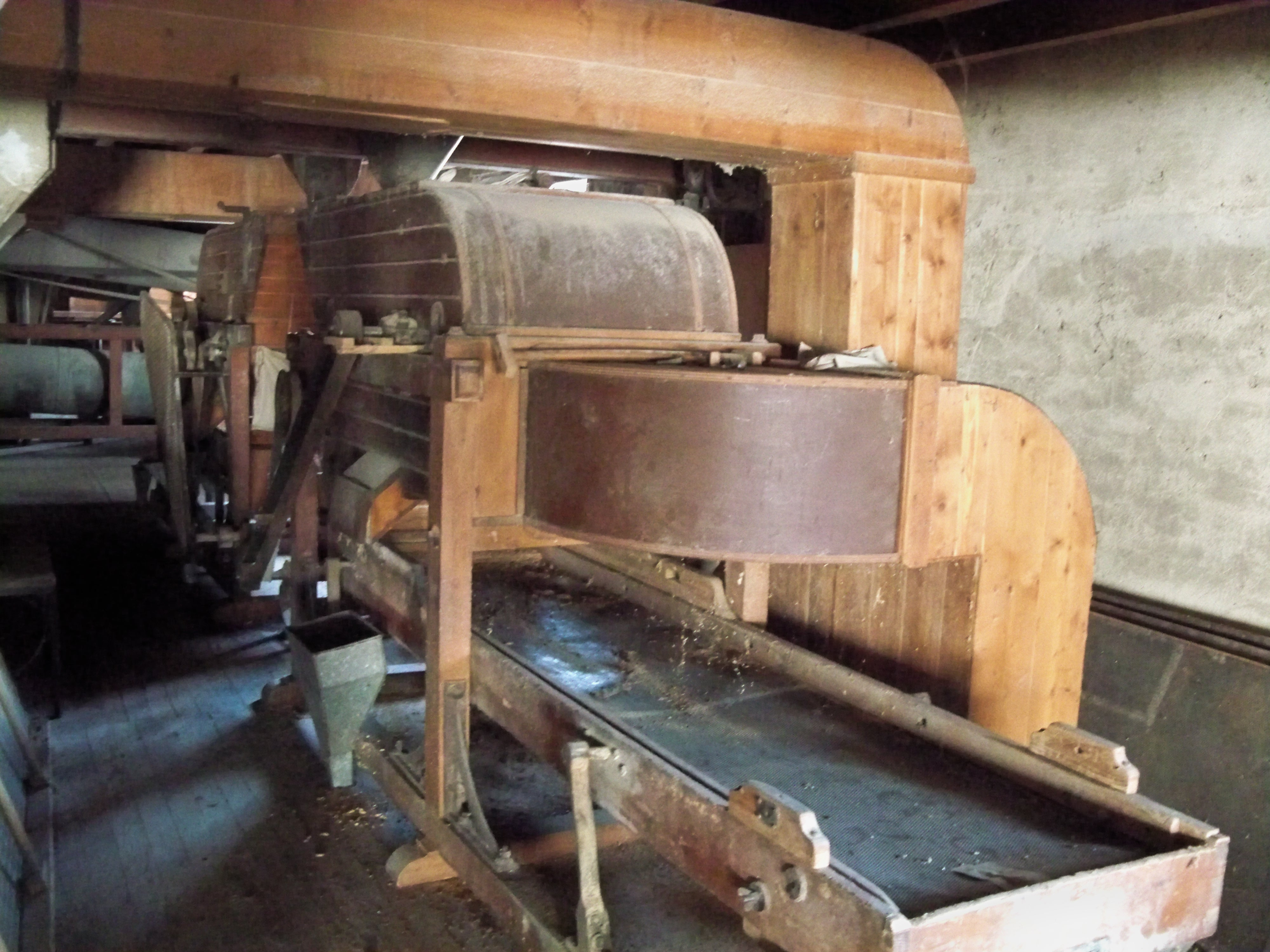
Blutterie

Une machine à désagréger : batteur, il est entièrement en métal, posé en hauteur sur un socle et de forme conique. Le batteur a été fabriqué en Angleterre à Royston par la firme N. Varty et fils,. Trois machines à séparer un mélange (no 6, no 7 et no 7) : trois bluteries dites extracteurs. Une bluterie est une surface tamisante située dans un caisson en bois rectangulaire ou trapézoïdal. Deux machines à séparer un mélange (no 4 et no 5) : cylindres trieurs dits extracteurs. Les cylindres trieurs ont été fabriqués dans la première moitié du XXe siècle par Teisset, Rose et Brault dans une de ses usines à Chartres, ces deux cylindres trieurs fonctionnent de façon identique et en parallèle. Ils sont contenus dans un caisson en bois et sont en zinc. Une machine à épurer mécaniquement, machine à aspirer : nettoyeur-aspirateur dit Vibraklon. Le nettoyeur-aspirateur a été fabriqué en Allemagne par Mayer & Cie et installé en 1950 pour améliorer la ligne de nettoyage du psyllium, en métal peint est composé de trois tamis métalliques inclinés et en vibration sur lesquels passent successivement les graines. Les corps étrangers volumineux (pierre, terre, etc.) sont écartés.

### Lignes de finition

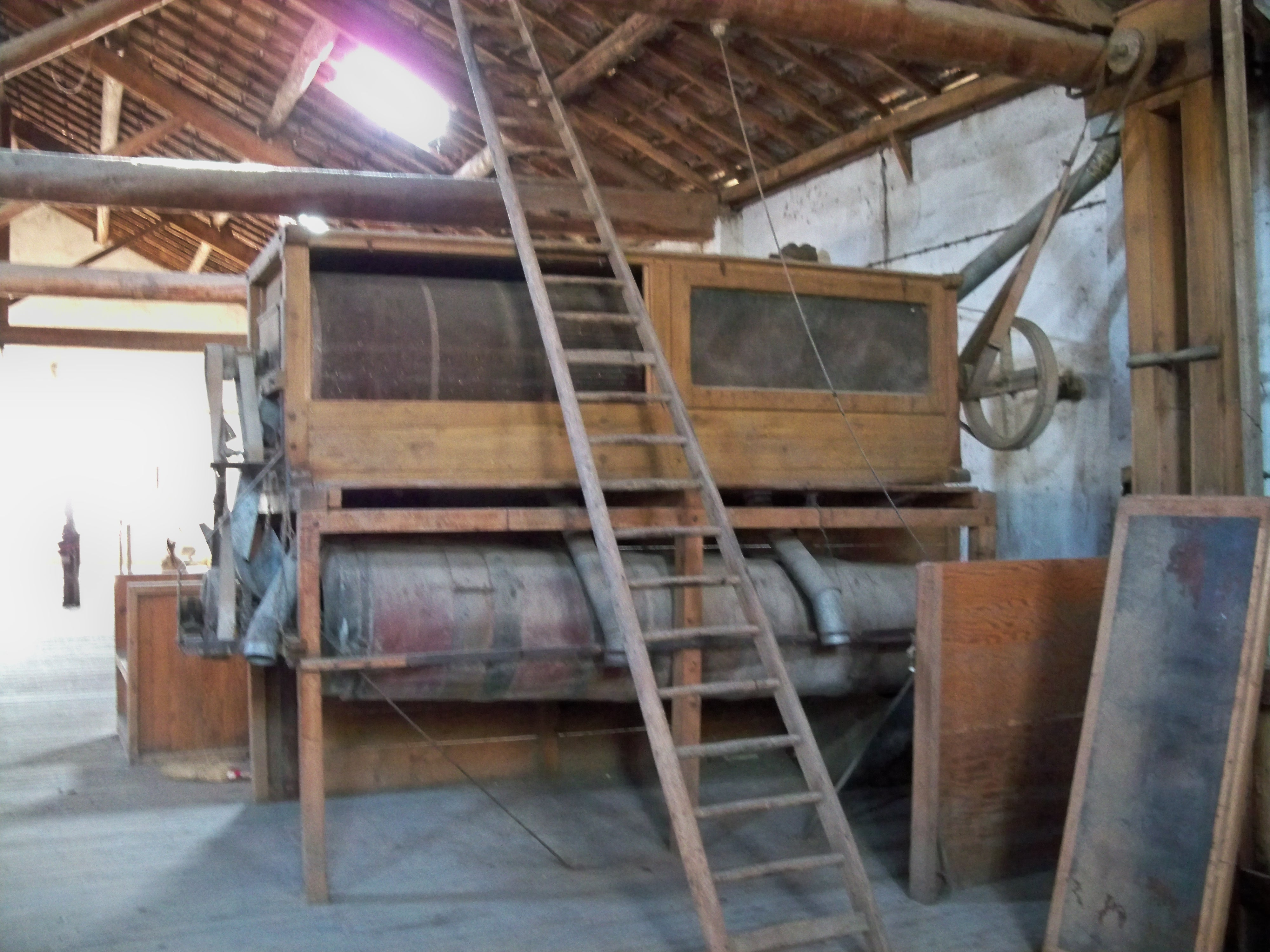
Deuxième étage, ligne de nettoyage des grains.

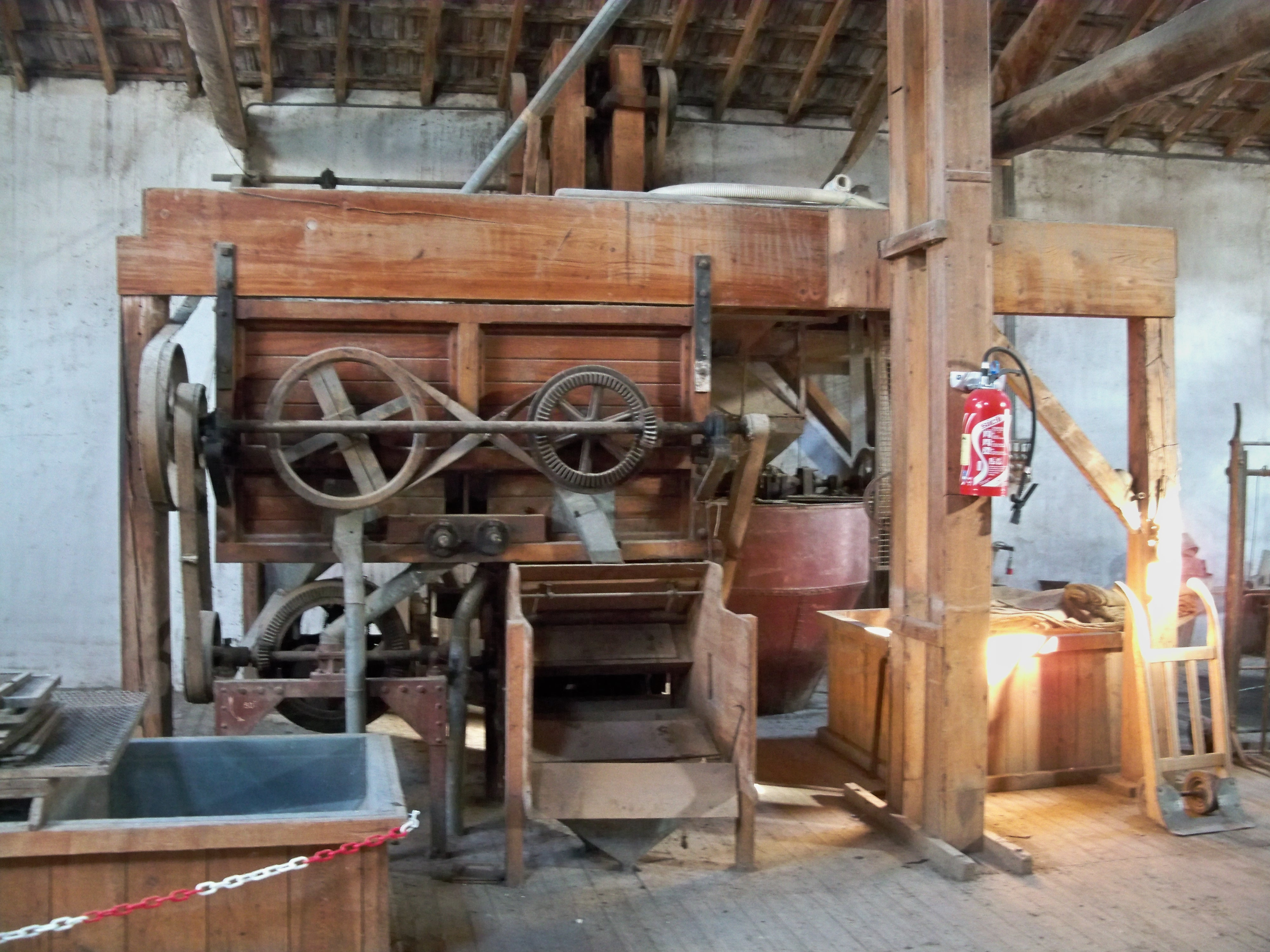
Ligne de nettoyage du psyllium et trémie d'alimentation.

Une machine à convoyer en discontinu : élévateur à godets dit le rapide. Cet élévateur à godets est un des premiers à avoir été installé durant la première moitié du XXe siècle. Vers 1930, il fut allongé pour permettre l'alimentation des deux tarares situés dès lors au deuxième étage. Il est placé en tête de la ligne de nettoyage de graines, et constitué de godets métalliques fixés sur une sangle en chanvre de 12 cm : le tout est à l'intérieur d'une conduite en bois de section rectangulaire. Les godets sont distants entre eux de 25 cm : ce sont des godets spéciaux dits à grand débit. Ligne de nettoyage de graines qui fait partie des premières lignes de traitement des graines installées à la graineterie vers 1920, les deux tarares n'ont pas toujours été superposés, un seul était utilisé. Vers 1930, lors de l'élévation du bâtiment, les deux machines ont été superposées et l'élévateur à godets a donc dû être allongé pour atteindre le niveau de la charpente. En revanche, la trémie d'alimentation est toujours à la même place, avec un seul moteur électrique d'une puissance de un cheval (1 ch) tournant à 1 400 tr/min qui actionne les machines de la ligne.
Ligne 1 de nettoyage du psyllium dite de dégrossissage a pour but de faire un nettoyage de dégrossissage sur la graine de psyllium, appelée puce en raison de sa petite taille (le produit fini est destiné à la semence ou à la ligne 2). Elle a été mise en place dans les années 1930 et a été améliorée au cours du temps avec en particulier l'acquisition du nettoyeur-aspirateur en 1950. La ligne 2 de nettoyage du psyllium : trois machines à séparer un mélange, machine à désagréger, machine à polir, machine à homogénéiser, elle a pour but d'affiner le nettoyage de la graine, destinée dans ce cas à l'industrie pharmaceutique. Elle comprend 7 étapes de nettoyage, actionnées par un seul moteur électrique. Elle est arrêtée au milieu des années 1990. Une machine à épurer : cribleur-diviseur (ligne de nettoyage du sainfoin) est composé d'un tambour en zinc, légèrement incliné, perforé. Le cribleur-diviseur est une surface tamisante fermée. Le moteur électrique le met en rotation par l'intermédiaire de poulies en bois et en métal et de courroies de cuir a été installée vers 1920. Une machine à séparer un mélange, machine à calibrer des solides : séparateur à disques « carter » (ligne de tri pour graines rondes). Ce séparateur à disques a été fabriqué à Saint-Omer pour la firme anglaise Henry Simon à Cheadle Heath près de Manchester. Il a obtenu le brevet S.G.D.G Carter 515325 le 24 novembre 1920 et breveté par la suite dans de nombreux pays, dernière étape de la ligne de tri pour graines rondes, est construit en métal et se compose de 15 disques montés sur un arbre horizontal, chacun d'eux est muni d'un certain nombre de petites poches percées de part et d'autre des disques. De la trémie d'alimentation à la sortie, les poches des disques sont de diamètre croissant. Une machine à broyer, machine à concasser : broyeur (ligne de broyage-concassage de graines). Le broyeur de type 2 a été fabriqué par Pulvérix à Marseille durant la deuxième moitié du XXe siècle. Il a été acheté d'occasion et son installation date des années 1990 et permet successivement de broyer les graines (produit semi-fini), puis d'extraire, grâce à un décuscuteur à 1 caisson, les graines broyées sous la forme souhaitée (farine, graines concassées) et de les ensacher (produit fini). Une machine à séparer un mélange (no 3) : trieur alvéolaire (ligne de tri de graines) est surmonté par une trémie d'alimentation en bois. Il se compose d'un tambour cylindrique incliné en tôle de zinc, pourvue d'alvéoles fraisées à l'intérieur et en tôle pleine à l'extérieur. Le trieur a été fabriqué par le constructeur Clert (Georges Biscara successeur) à Niort et a été acheminé par chemin de fer à la graineterie en septembre 1916, ,.
Deux machines à aspirer et à séparer un mélange : décuscuteurs à deux caissons dits Lhuillier identiques constitués essentiellement de bois, et de métal pour les éléments de mécanique. Ce type de machine est utilisé pour l'extraction de graines de petite taille comme celles de thym, sauge, salade, graines pharmaceutiques, Les deux décuscuteurs à deux caissons ont été fabriqués dans la fonderie des Ateliers de Construction des Anciens Établissements Lhuillier de Dijon et portent respectivement les numéros 16770 et 16272. Deux machines à aspirer et à séparer un mélange : ces décuscuteurs à un caisson sont constitués essentiellement de bois, et de métal pour les éléments de mécanique. Le châssis émotteur est un tamis métallique avec un cadre en bois. Les deux tamis utilisés sont en fils métalliques et sont choisis parmi 31 tamis de maillages différents en fonction des graines à traiter. Un des deux cuscuteurs à un caisson a été fabriqué dans les Ateliers de Construction et Fonderie de H. et G. Rose Frères (constructeurs, ingénieurs) à Poissy.

### Lignes de mélange en fonction des conditionnements
Deux machines à homogénéiser, machine à peser, machine à ensacher, machine à compter : mélangeuse verticale à vis d'Archimède équipée d'un ensacheur-peseur automatique, mélangeuse verticale à vis d'Archimède (ligne de mélange pour gros conditionnements). Elle est de marque Libra et a été fabriquée par Tripette et Renaud à Paris. Par tradition orale, il a été rapporté que cette machine a été utilisée pendant la Seconde guerre mondiale pour fabriquer des pois-cassés : pour cette opération, un bras à ailettes en métal était fixé dans la mélangeuse, la mélangeuse verticale à vis d'Archimède équipée d'un ensacheur-doseur a une capacité de 7 tonnes. Elle est composée de trois parties : une partie cylindrique en bois, une conique en métal peint et l'ensacheur-peseur. Une machine à homogénéiser, machine à doser, machine à distribuer, machine à ensacher dite la précidose (ligne de mélange pour conditionnements moyens), la doseuse pondérale équipée d'une trémie d'alimentation anti-voûte, de marque Unipackt 300, fabriquée à La Garenne par la société Précidose a été achetée en 1966,. Une machine à doser, machine à distribuer, machine à ensacher dite pic-o-pic (ligne de mélange pour petits conditionnements). La doseuse de marque Höller a été fabriquée en Allemagne de l'ouest, à Bergisch Gladbach par le groupe Bosch,.

### Autres lignes d'extraction
Une machine à séparer un mélange (no 1) : classeur de graines dit l'escargot ou le toboggan (ligne de tri pour tout type de graine), le classeur à graines a été acquis durant la première moitié du XXe siècle. D'abord installé dans l'entrepôt annexe, il a été mis en place dans la graineterie dans les années 1980. Une machine à séparer un mélange (no 2) : trieur à rouleaux de velours dit la rice (ligne d'extraction des graines rugueuses). Le trieur à rouleaux de velours a été fabriqué aux États-Unis dans l'Illinois à Jerseyville par W.A. Rice Seed Company,.

## Évolutions au cours de son activité

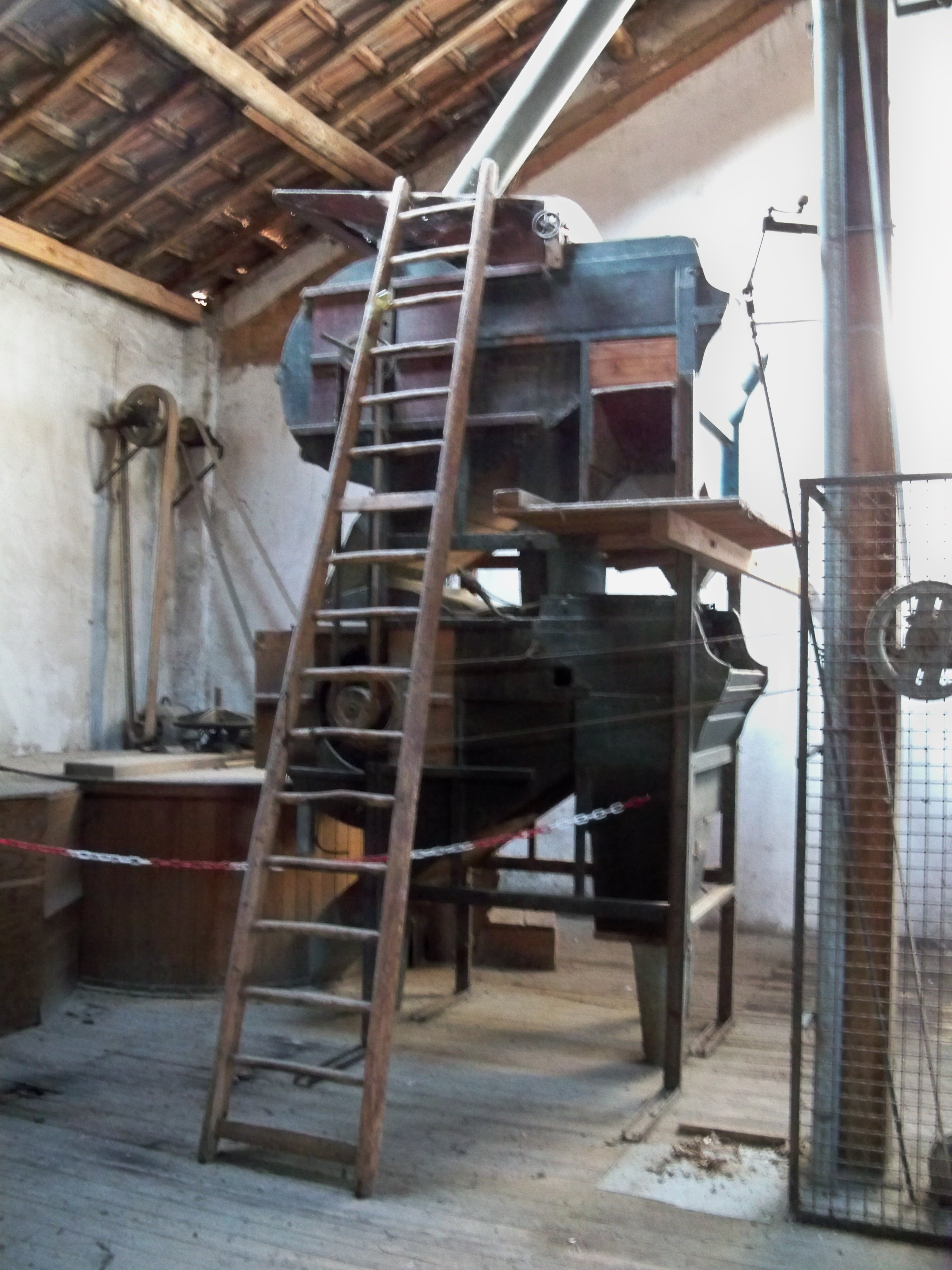
Les deux tarares superposés au second étage

### Évolution de l'entreprise
La première machine fut livrée en septembre 1916, il s'agit de la machine à séparer un mélange (no 3) : trieur alvéolaire (ligne de tri de graines) et en 1920, la graineterie possédait aussi les cinq machines à décortiquer dites meules, une machine à convoyer en discontinu : élévateur à godets dit le rapide, les germinateurs, la ligne de décortication, la mélangeuse, la machine à désagréger : batteur, les trois bluteries dites extracteurs, la ligne de nettoyage du psyllium, le cribleur-diviseur, les deux décuscuteurs à 2 caissons dits Lhuillier et les deux à un caisson.
- 1930 : allongement de l'élévateur à godets et mise en place au second étage des deux tarares qui ont été superposés. Mise en place de la ligne 1 de nettoyage du psyllium dite de dégrossissage a pour but de faire un nettoyage de dégrossissage sur la graine de psyllium, appelée puce en raison de sa petite taille et a été améliorée au cours du temps, les deux machines à séparer un mélange.
- années 1940 : La machine à trier électromagnétique a été fabriquée par la Société industrielle de matériel électromagnétique (SIME) à Aubervilliers.
- 1950 : Acquisition du nettoyeur-aspirateur placé sur la ligne 1 de nettoyage. Acquisition à la SIME d'un mélangeur-préparateur associé à la machine à trier électromagnétique. Installation du laboratoire et achat des tamis et des décortiqueuses de contrôle de poche. L'usine est habilitée pour la multiplication des semences.
- 1966 : Achat de la machine à ensacher dite la précidose.
- années 1970 : Achat de la machine à ensacher dite pic-o-pic, du trieur à rouleaux de velours dit la rice.
- 1980 : Une machine à séparer un mélange (no 1) : classeur de graines dit l'escargot ou le toboggan (ligne de tri pour tout type de graine) en compléments du classeur à graines acquis durant la première moitié du XXe siècle. Achat du séparateur à disques « carter »
- 1990 : broyeur (ligne de broyage-concassage de graines) qui a été acheté d'occasion et son installation date des années 1990.

### Évolution de la réglementation

Structure schématique d'une graine d'Angiosperme Dicotylédone.
a : tégument ; b : albumen ; c : cotylédon ; d : embryon

La graineterie a dû s'adapter au fait qu'au cours du vingtième siècle, une réglementation sur les semences a été mise en place progressivement en France et dans la plupart des pays européens. 
- Le décret du 5 décembre 1922 [43] met en place un « registre des plantes sélectionnées » et d’un Comité de contrôle des semences chargé, notamment, de l’établissement d’un « catalogue synonymique ». Une variété inscrite est protégée pendant douze ans par l’usage exclusif d’une dénomination officielle[44].

- Le décret du 26 mars 1925[45], institue un registre des plantes sélectionnées, intitulé « Répression des fraudes dans le commerce des semences de blé ». La notion de répression des fraudes consacre implicitement la semence comme un produit stable et clairement identifiable.

- Le décret du 16 novembre 1932 (abrogé) [46] institue un “Catalogue officiel des espèces et variétés de plantes cultivées et d'un registre des plantes sélectionnées de grande culture”. Ce décret évoque pour la première fois la protection des obtentions. Il note : « Art.12- la mention “espèce ou variété” inscrite au registre des plantes sélectionnées est la propriété exclusive de l'obtenteur de la nouveauté. Il ne pourra en faire état qu'après l'inscription définitive. Le commerce des semences, tubercules, bulbes, greffons ou boutures d'une plante inscrite est subordonné à l'autorisation expresse de l'obtenteur ». Ce catalogue permet d’éviter que les semences des variétés différentes soient vendues sous le même nom, ou qu’une même variété ait des appellations différentes. Il clarifie l’offre et protège l’utilisateur qui est ainsi assuré de l'identité de la semence qu’il achète. Avant la création du catalogue la réglementation s'appuyait sur la création d'une station nationale d'essais de semences en 1884 et sur la loi sur la répression des fraudes de 1905.

- Le 11 octobre 1941 est créé le GNIS (Groupement National Interprofessionnel des Semences et plants) par la loi no 14194, complétée par la loi no 383 du 2 août 1943, puis sous sa forme actuelle, par décret du gouvernement français, le 18 mai 1962.

- 1961, qui voit la création par les semenciers professionnels de l'UPOV (Union pour la Protection des Obtentions Variétales).

- Le Décret 81-605 du 18 mai 1981[47], stipule que : « Le ministre de l’agriculture tient un catalogue comportant la liste limitative des variétés ou types variétaux dont les semences et plants peuvent être “mis sur le marché” sur le territoire national. L’inscription sur le catalogue est subordonnée à la triple condition que la variété soit distincte, stable et suffisamment homogène.» Ce décret est « pris pour l'application de la loi du 1er août 1905 sur les fraudes et falsifications en matière de produits et services, en ce qui concerne le commerce des semences et des plants », et constitue également un décret d'application de la Loi 2011-1843 sur les certificats d'obtention végétales du 8 décembre 2011 (articles concernant les laboratoires d'analyse de la pureté variétale)[48].

## Travail dans l'usine

### Multiplication des semences

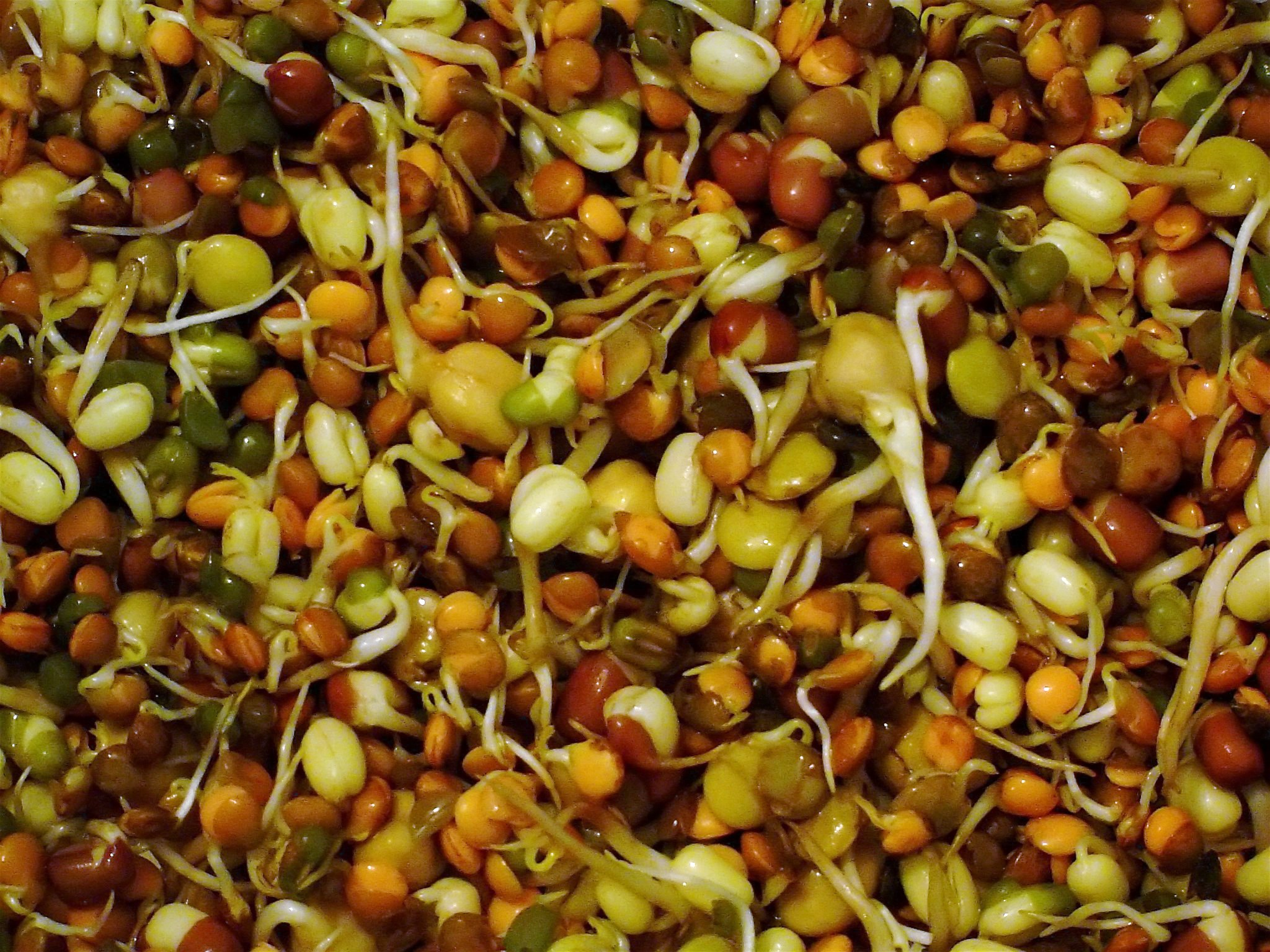
Mélange de graines en germination

Une partie de l'activité consiste en la multiplication des semences. On appelle semence, un organe ou fragment de végétal capable de produire un nouvel individu. Couramment, on donne le nom de semence à l’organe “graine” des différentes espèces végétales qu’on sème. La semence issue de variétés productives est un facteur de diffusion du progrès génétique et d’amélioration de la production agricole. Ce progrès incorporé dans les gènes de nouvelles variétés, combine une productivité élevée, une bonne adaptation au milieu physique (sol, eau, climat), une meilleure résistance aux parasites et une qualité répondant aux exigences du marché. Les semences certifiées sont en général issues de variétés sélectionnées. Le processus de création d’une variété demande beaucoup de temps et d’efforts. Il peut prendre plusieurs années, en général 10 à 12 ans, quelles que soient la méthode et les techniques suivies pour son obtention : sélection, hybridation ou croisement, mutation, manipulation génétique ou autre.
Ensuite, ces semences obtenues sont mises en germination dans un des quatre germinateurs en fonction de la méthode que l'on souhaite. Le germinateur no 1 où les graines sont disposées sur une surface humide dans les coupelles posées sur un support perforé de gros trous au-dessus d'une lampe ; la chaleur de la lampe provoque la germination. À l'intérieur du germinateur no 3 se trouve un bac qui contient une pierre poreuse creusée dans sa largeur de 16 canaux, où les graines sont placées. Le bac est rempli d'eau qui s'infiltre par capillarité dans la pierre. La germination des graines est ainsi contrôlée. Un autre germinateur est l'étuve utilisée pour tester la germination des graines (elles sont posées entre des buvards humides). Mais aussi le germinateur Jacobsen composé d'un bac en zinc rempli d'eau chauffée électriquement. Il est recouvert d'une plaque perforée ou d'une lamelle de verre transparent. Sur cette plaque est posée une rondelle de feutre reliée à une mèche qui plonge dans l'eau. Une rondelle de buvard supportant les graines est appliquée sur le feutre puis recouverte d'une cloche en verre.

### Traitement des graines

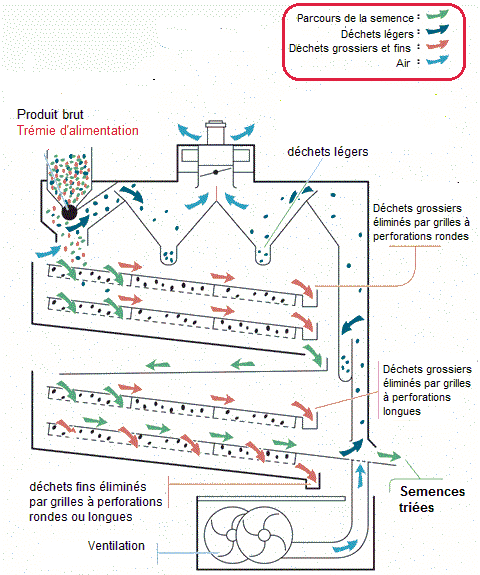
Dessin du nettoyeur-séparateur

Les graines arrivant de l'extérieur doivent être triées, décortiquées et vérifiées avant d'être ensachées. Le but étant de sortir des graines certifiées.
Pour éliminer toutes les graines étrangères, il est nécessaire d'utiliser toute une série d’appareils de triage. Chaque appareil à ses performances propres. C’est leur succession et leur complémentarité qui permettent l’élimination de tous les déchets. La succession de ces appareils est appelée chaîne de triage. Il faut éliminer du lot de semences les déchets gênant la régularité du semis (paille, cailloux, terre), les graines de mauvaises herbes et les grains inaptes à germer (brisés, parasités, échaudés, germés) ; ceci quelle que soit l’année et les conditions de culture qui auraient pu perturber le programme de désherbage ou favoriser le développement d’adventices particulières.
Les tarares permettent d'enlever les déchets les plus grossiers, le nettoyeur-séparateur poursuit le tri en fonction de la taille des déchets et élimine la plus grosse partie des déchets. Les petites particules de terre, la paille, les enveloppes des grains, par exemple, sont ainsi éliminées d'emblée. Puis d'autres machines prennent le relais. Les trieurs alvéolaires opèrent une sélection en fonction de la forme des grains, tandis que le calibreur élimine ceux de faible diamètre (notamment cassés) et homogénéise le lot de semences.
On utilise aussi le nettoyeur-séparateur qui élimine de nombreux déchets, mais laisse cependant passer des graines de mauvaises herbes difficiles à éliminer et des grains maigres ou malades. C'est l'appareil qui effectue le nettoyage le plus poussé des céréales, à faible débit il peut réaliser un travail type « semences ». Les grains sont introduits dans l'appareil par une trémie d'alimentation. Une vanne à contrepoids ainsi qu'un rouleau cannelé assurent une nappe régulière du grain et une distribution sur toute la largeur de la grille. Les grains passent alors dans un courant d'air et tombent sur la grille supérieure. Celle-ci arrête les grosses impuretés (cailloux, épis, spathes, tiges, etc.) qui sont évacuées sur le côté. Au passage dans le courant d'air une grande partie des déchets est éliminée, ces derniers sont récupérés dans une chambre de détente puis sont évacués par une vis ou un rouleau à palettes. Le dégommage de cette première grille est assuré par des boules en caoutchouc, des marteaux ou des brosses. Les grains ayant traversé cette grille tombent sur une deuxième, à perforations plus fines, qui élimine les petites impuretés (brisures, terre, graines étrangères, etc.). Le dégommage de cette seconde grille est généralement assuré par un jeu de brosses en nylon. Les deux grilles sont soumises à des secousses rapides et de faible amplitude. Avant sa sortie de l'appareil, le bon grain subit un ultime nettoyage par aspiration des fines particules restantes. Le nettoyeur-séparateur utilisé en nettoyage classique demande une puissance de 1 ch pour un débit de 110 quintaux par heure en céréales à paille. En nettoyage type « semences » le débit baisse de 70 à 80 % environ. 
L'usine possède aussi une machine à séparer un mélange : le trieur alvéolaire. Les trieurs alvéolaires classent les graines d'après leur forme. Ils éliminent les graines ovales, longues ou rondes dont le diamètre est identique à celui de la semence, graines qui n'ont pu être éliminées par les appareils précédents. Il est utilisé pour trier de petites graines comme le thym, la cuscute, etc. Un moteur électrique permet la rotation du trieur. Les graines à trier sont introduites à l'intérieur ; les plus petites se logent dans les alvéoles, sont récupérées par des palettes mobiles en bois puis collectées dans une goulotte en métal ; elles sont prêtes à être contrôlées. Les autres graines restent à l'intérieur.
À l'issue de toutes ces opérations, on peut estimer que le pourcentage de déchets s'élève à environ 18 à 20 %.

## Aujourd'hui et demain
Le bâtiment est la propriété communale, depuis les années 2000. La graineterie en totalité, avec l'ensemble de son dispositif de production (cadastre CL 115) est inscrit au titre des monuments historiques. Les locaux ne sont actuellement pas utilisés, au vu des travaux de réhabilitation à réaliser. Seules des visites sont organisées lors des journées du patrimoine ou de circuits du patrimoine local. Dans le cadre de la réouverture aux transports voyageurs de la gare de Carpentras toute proche, plusieurs projets municipaux sont à l'étude pour une utilisation culturelle de cet espace.
En 2023 l'animation du lieu a été confiée à l'association Labelvers (labelvers.fr). Elle y a installé un atelier d'autoréparation de vélos et de petite bricole ouvert tous les mercredi après midi et un café associatif également ouvert le dimanche après midi.